# 이누카이 도모야
이누카이 도모야(일본어: 犬飼 智也, 1993년 5월 12일 ~ )는 일본의 축구 선수이다. 현재 우라와 레드 다이아몬즈에서 J1리그의 가시와 레이솔로 임대되어 뛰고 있다.

## 구단 경력
그는 2012년부터 J리그의 시미즈 에스펄스, 마쓰모토 야마가 FC, 가시마 앤틀러스, 우라와 레즈, 가시와 레이솔에서 뛰었다.